# Cap d'Estat Major de l'Exèrcit de l'Aire i de l'Espai (Espanya)
El Cap de Estat Major de l'Aire i de l'Espai (JEMAE), popularment també denominat Cap de l'Estat Major de l'Aire i de l'Espai, és l'òrgan unipersonal de l'exèrcit de l'Aire i de l'Espai d'Espanya que té encomanat, sota l'autoritat del ministre de Defensa, el comandament de la branca aèria de les Forces Armades. El nomenament habitualment recau en un tinent general del Cos General de l'Exèrcit de l'Aire i de l'Espai i, des de l'any 1999, porta aparellat l'ascens a l'ocupació de general de l'Aire.
Des del 31 de març de 2017, el general de l'Aire Javier Salto Martínez-Avial ostenta la prefectura de l'Estat Major de l'Exèrcit de l'Aire.
A conseqüència del canvi de nom per afegir la paraula "Espai" al nom de la branca militar el juny del 2022, també es modifica el títol del més alt comandament i de tota l'estructura.

## Funcions
Les funcions més importants del Cap de l'Estat Major de l'Exèrcit de l'Aire i de l'Espai, recollides en el Títol I del Reial Decret 872/2014, de 10 d'octubre, sobre l'organització bàsica de les Forces Armades, són les següents:
- Assessora al Ministre de Defensa en la preparació, adreça i desenvolupament en totes les qüestions de la política del Ministeri que afectin a l'Exèrcit de l'Aire i de l'Espai.
- Assessora al Cap d'Estat Major de la Defensa en aspectes relatius a la de la branques aèries i espacials de les FAS.
- Assessora al Secretari d'Estat de Defensa a la planificació i direcció de la política econòmica, d'armament i material, d'infraestructura i dels sistemes d'informació i telecomunicacions i de la seguretat de la informació en el si de l'Exèrcit de l'Aire i de l'Espai.
- Assessora al Subsecretari de Defensa en el planejament, adreça i inspecció de la política de personal i ensenyament, col·laborant amb el Subsecretari en el seu desenvolupament i informant-li de la seva aplicació.
- És responsable de la instrucció, ensinistrament, suport logístic en l'Exèrcit de l'Aire i de l'Espai, garantint l'adequada preparació de la Força Aèria per a la seva posada a la disposició de l'estructura operativa de les Forces Armades.

Desenvolupa la doctrina militar i organització dins de l'Exèrcit de l'Aire i de l'Espai, ajustant-se al que es disposa pel Ministre de Defensa.
- Vetlla pels interessos generals del personal militar sota el seu comandament, tutelant el règim de drets i llibertats derivat de la norma constitucional i les lleis.
- Dirigeix la gestió de personal de l'Exèrcit de l'Aire i de l'Espai, vetllant per la moral, motivació, disciplina i benestar del personal.

## Titulars
| Des de                 | Fins                   | Nom                                   | Notes |
| ---------------------- | ---------------------- | ------------------------------------- | --- |
| 1 d'octubre de 1936    | 22 d'octubre de 1937   | Apolinar Sáenz de Buruaga y Polanco   | Cap de l'Estat Major de l'Exèrcit de l'aire, Subsecretari de l'Aire i Conseller d'Estat                                                      |
| 7 d'octubre de 1939    | 27 d'abril de 1940     | Luis Moreno Abella                    | Cap de l'Estat Major del Ministeri de l'Aire Cap de l'Estat Major de l'Arma Aèria des del 12 d'agost de 1939.                                |
| 27 d'abril de 1940     | 25 de setembre de 1941 | Eduardo González-Gallarza Iragorri    | Cap de l'Estat Major del Ministeri de l'Aire                                                                                                 |
| 25 de setembre de 1941 | 20 de juliol de 1945   | Eduardo González-Gallarza Iragorri    | Cap de l'Estat Major de l'Aire Ministre de l'Aire (1945-1957)                                                                                |
| 26 de juliol de 1945   | 6 de juny de 1958      | Francisco Fernández-Longoria González | |
| 6 de juny de 1958      | 21 de setembre de 1960 | Eugenio de Frutos Dieste              | |
| 21 de setembre de 1960 | 5 de setembre de 1962  | Enrique Palacios y Ruiz de Almodóvar  | |
| 20 de setembre de 1962 | 31 de maig de 1965     | Manuel Martínez Merino                | |
| 31 de maig de 1965     | 21 de març de 1970     | Luis Navarro Garnica                  | |
| 31 de març de 1970     | 6 d'abril de 1972      | Enrique Jiménez Benamú                | |
| 7 d'abril de 1972      | 11 de gener de 1974    | Mariano Cuadra Medina                 | Ministrw de l'Aire (1974-1975) |
| 11 de gener de 1974    | 5 de març de 1976      | Ramiro Pascual Sanz                   | |
| 23 de març de 1976     | 12 de setembre de 1978 | Felipe Galarza Sánchez                | President de la Junta de Caps de l'Estat Major i Cap de l'Alt Estat Major (1977-1978) General de l'Aire (A títol pòstum, 21 de maig de 1999) |
| 23 de juliol de 1977   | 12 de setembre de 1978 | Ignacio Alfaro Arregui                | General de l'Aire (Ad honorem, des del 21 de maig de 1999)                                                                                   |
| 30 de setembre de 1978 | 15 de gener de 1982    | Emiliano José Alfaro Arregui          | General de l'Aire (Ad honorem, des del 21 de maig de 1999)                                                                                   |
| 15 de gener de 1982    | 11 de gener de 1984    | Emilio García-Conde Ceñal             | General de l'Aire (Ad honorem, des del 21 de maig de 1999)                                                                                   |
| 11 de gener de 1984    | 31 d'octubre de 1986   | José Santos Peralba Giráldez          | General de l'Aire (Ad honorem, des del 21 de maig de 1999)                                                                                   |
| 31 d'octubre de 1986   | 23 de maig de 1990     | Federico Michavila Pallarés           | General de l'Aire (Ad honorem, des del 21 de maig de 1999)                                                                                   |
| 23 de maig de 1990     | 14 de febrer de 1994   | Ramón Fernández Sequeiros             | General de l'Aire (Ad honorem, des del 21 de maig de 1999)                                                                                   |
| 14 de febrer de 1994   | 10 de gener de 1997    | Ignacio Manuel Quintana Arévalo       | General de l'Aire (Ad honorem, des del 21 de maig de 1999)                                                                                   |
| 10 de gener de 1997    | 20 d'abril de 2001     | Juan Antonio Lombo López              | General de l'Aire (Des del 21 de maig de 1999)                                                                                               |
| 20 d'abril de 2001     | 26 de juny de 2004     | Eduardo González-Gallarza Morales     | General de l'Aire |
| 26 de juny de 2004     | 18 de juliol de 2008   | Francisco José García de la Vega      | General de l'Aire |
| 18 de juliol de 2008   | 27 de juliol de 2012   | José Jiménez Ruiz                     | General de l'Aire |
| 28 de juliol de 2012   | 31 de març de 2017     | Francisco Javier García Arnáiz        | General de l'Aire |
| 31 de març de 2017     | en el càrrec           | Javier Salto Martínez-Avial           | General de l'Aire |